# David J. Higgins
David J. Higgins (1961) è un astronomo amatoriale australiano di professione analista di business.
Il Minor Planet Center gli accredita la scoperta dell'asteroide 390813 Debwatson effettuata il 13 maggio 2004.
Gli è stato dedicato l'asteroide 33750 Davehiggins.